# Баева, Альбина Владимировна
Альби́на Влади́мировна Ба́ева (17 декабря 1941 года, Орджоникидзе, РСФСР, СССР — 23 июля 1993 года, Владикавказ, Российская Федерация) — советская осетинская танцовщица, хореограф и педагог. Народная артистка РСФСР (1975).

## Биография
Родилась 17 декабря 1941 года в Орджоникидзе, Северо-Осетинской АССР. Её родители были выходцами из селения Кора-Урсдон.
В 1957 году принята в массовку женской труппы Государственного ансамбля песни и танца СО АССР для поездки на гастроли по городам ГДР.
Учителями Баевой были выдающиеся хореографы и танцовщицы —  основательница профессиональной школы восточного танца в СССР заслуженный деятель искусств Северо-Осетинской АССР Элеонора Грикурова и народная артистка Азербайджанской ССР Амина Дильбази.
В 1977—1985 гг. — художественный руководитель Государственного ансамбля народного танца «Алан», с которым гастролировала  по республикам СССР,  странам Европы, Северной и Южной Америки.
В 1975 году присвоено звание «Народная артистка РСФСР».
Артисты ансамбля «Алан» неоднократно направляли письма-претензии на имя первого секретаря обкома партии СОАССР Владимира Евгеньевича Одинцова. В 1985 году  Одинцов принял в доме правительства группу артистов ансамбля, которые указали причины, тормозившие творческое развитие коллектива. В результате А.Баевой позволили покинуть должность «по собственному желанию». Перенесенный стресс подорвал здоровье Баевой. Не смотря на онкологическое заболевание она не оставила  хореографию и  продолжила преподавание, возглавив  ансамбль «Арт» при Государственной филармонии Северной Осетии, созданный ею при поддержке министра культуры республики С.Е. Ужегова.
А.Баева осталась в памяти массового зрителя непревзойденной исполнительницей восточных и среднеазиатских танцев, остающихся в репертуаре ансамблей «Алан»,  «Джейран», «Азербайджанский лирический дуэт», «Мирзаи возгалы».
Проживала в доме № 14 по улице Миллера. Скончалась 23 июля 1993 года во Владикавказе. Похоронена на Аллее славы во Владикавказе.
Память
На доме № 14 по улице Миллера во Владикавказе установлена мемориальная доска.

## Коллективы
- Государственный ансамбль народного танца «Алан» (художественный руководитель — 1977—1985 гг.)
- Ансамбль осетинского танца «Арт» (создан Баевой, ныне работает под эгидой Государственной филармонии Северной Осетии)

## Награды и звания
- Медаль «За трудовую доблесть» (5 октября 1960 года) — за выдающиеся заслуги в развитии осетинского искусства и литературы и в связи с декадой искусства и литературы Северо-Осетинской АССР в гор. Москве[2]
- Медаль «За трудовую доблесть» (14 ноября 1980 года) — за большую работу по подготовке и проведению Игр XXII Олимпиады[3]
- Народная артистка РСФСР (1975)
- Заслуженная артистка РСФСР (1969)
- Народная артистка Северо-Осетинской АССР
- Заслуженная артистка Северо-Осетинской АССР